# The Ingrate
he Ingrate er en amerikansk stumfilm fra 1908 af D. W. Griffith.

## Medvirkende
- Arthur V. Johnson
- Florence Lawrence
- George Gebhardt
- Barry O'Moore som Herbert Yost